# 성장 (레슬링 선수)
성장(중국어: 盛江, 병음: Shèng Jiāng, 한자음: 성강, 1983년 3월 25일~)은 중화인민공화국의 레슬링 선수이다. 2008년 하계 올림픽에서 그레코로만형 페더급 동메달을 획득했다.